# Peter E. Erichson
Peter E. Erichson, eigentlich: Emil Wilhelm Friedrich Erichson (* 4. Januar 1881 in Schwedt/Oder; † 14. Februar 1963 in Rostock), war ein deutscher Verleger und Leiter des Hinstorff Verlages.

## Leben und Leistungen
Der auf die Namen Emil (Wilhelm Friedrich) Erichson getaufte war ein Sohn des Brunnenbauers Ernst Erichson und dessen Frau Emilie, geb. Mahnke. Er wuchs in ärmlichen Verhältnissen auf. Als Buchdrucker und Schriftsetzer war er nach 1900 Geschäftsführer der Unterweser-Zeitung in Lehe. Er erwarb 1907 von den Erben Dethloff Carl Hinstorffs die Rostocker Druckerei und 1925 die Ludwigsluster Verlagsanteile. Er führte den Hinstorff Verlag durch die Herausgabe guter Belletristik, Heimatliteratur, Übersetzungen skandinavischer Literatur und wissenschaftlicher Publikationen der Universitäten Rostock, Greifswald und Hamburg wieder zu hohem Ansehen.
Als beständiger Förderer der bildenden Künste stellte Erichson 1919 die gesamte untere Etage seiner Rostocker Villa, Moltkestraße 19, für Ausstellungen der gerade gegründeten Vereinigung Rostocker Künstler zur Verfügung.
Er gab in seinem Verlag die 1925 von Johannes Gillhoff begründeten „Mecklenburgischen Monatshefte“ heraus und veröffentlichte die volkskundlichen Sammlungen Richard Wossidlos.
1942 fielen Verlag und Druckerei dem Bombenangriff auf Rostock zum Opfer.
Nach 1945 baute Erichson den Verlag mit großer Tatkraft wieder auf. 1956 verlieh die Universität Rostock ihm die Würde eines Ehrensenators. Der Rat des Bezirkes Rostock ehrte ihn 1957 mit dem John-Brinckman-Preis. 1961 erhielt er anlässlich seines 80. Geburtstages den Vaterländischen Verdienstorden in Silber.
1959 schied er 78-jährig aus dem Verlag aus und überführte ihn in Volkseigentum. Als väterlicher und fachkundiger Berater blieb er dem Verlag und seinen Autoren bis zu seinem Tode verbunden. Peter E. Erichson ist auf dem Schifferfriedhof in Ahrenshoop begraben worden.
Erichson war in erster Ehe verheiratet mit Margarete Schüler (1880–1907) aus Wilhelmshaven. Als Witwer heiratete er in zweiter Ehe am 28. Mai 1909 in Rostock Clara (Marie Frieda Adolfinde) Raths (* 12. Oktober 1883 in Rostock), Tischlertochter aus Rostock. Der ersten Ehe entstammte die Tochter Ingeborg Selma Emilie Erichson (* 1905 in Lehe), der zweiten Ehe der Sohn Knut Erichson (1909–1991).

## Darstellung Erichsons in der bildenden Kunst der DDR
- Hedwig Holtz-Sommer: Porträt Peter Erichson (1958, Öl, 57 × 45 cm)

- Joachim Jastram: Porträt des Verlegers P. E. Erichson (1963, Porträt-Plastik, Bronze)[8]

## Werke
- Een lütten Blomenstruz for Ehm Welk. Zu seinem 70. Geburtstag. Neue deutsche Literatur, Aufbau-Verlag. 1954, Band 2, Heft 8, S. 105 ff.